# ایزولا دل کانتونه
ایزولا دل کانتونه (به ایتالیایی: Isola del Cantone) یک کومونه در ایتالیا است که در استان جنوا واقع شده‌است.

## خصوصیات
ایزولا دل کانتونه ۴۷٫۸ کیلومترمربع مساحت و ۱٬۵۴۱ نفر جمعیت دارد و ۲۹۶ متر بالاتر از سطح دریا واقع شده‌است.